# Abdoulaye Ba
Abdoulaye Ba (Saint Louis, Senegal, 1 de enero de 1991) es un futbolista senegalés que juega como defensa en el Al-Faisaly F. C. de la Liga Yelo.

## Carrera en el club
Nacido en Saint-Louis, Ba se unió al equipo juvenil de F. C. Porto en 2008, de 17 años. Él pasó sus primeras dos temporadas como mayor en préstamo a otros dos clubes portugueses, S. C. Covilhã en la segunda división y Académica de Coimbra en la primera división, haciendo su debut en la competencia de primera división el 15 de agosto de 2011 en una victoria 2 – 1 de visitante contra U.D. Leiria y también jugando los 90 minutos contra el Sporting Clube de Portugal en la final de la campaña de la Copa Nacional, que terminó 1 a 0 para los Estudiantes.
En septiembre de 2012 Porto volvió a comprar el 25% de los derechos económicos de Ba por 750 000 € del inversionista "Pearl Design Holding Limited", con su valor se estima en 3 millones de euros en aquel momento. Hizo su primera aparición en la liga con los Dragones el 2 noviembre de ese mismo año, entró como sustituto del lesionado Maicon en la primera mitad de una victoria por 5-0 en casa sobre el CS Marítimo.
El 13 de abril de 2013 fue expulsado por dos tarjetas amarillas en la final de la Copa de la liga portuguesa de la temporada contra el SC Braga, el segundo de los cuales resultó un penalti y que fue único gol del juego, anotado por Alan en el último minuto de la primera mitad. El 3 de septiembre se trasladó al equipo de compañeros de la Liga Vitória de Guimarães de préstamo hasta el final de la temporada.
El 1 de febrero de 2014 regresó a Porto, después de aparecer con moderación con el Minho. Con el FC Porto llegó a disputar 3 encuentros en la Liga de Campeones y con el Vitória de Guimarães jugó 5 choques de Europa League, en la que anotó 1 tanto.
El 4 de agosto se de 2014 firmó por el Rayo Vallecano de la Primera División de España como cedido durante la temporada 2014-15.
Tras acabar su cesión en el Rayo Vallecano jugaría también como cedido en los equipos de Fenerbahçe, Alanyaspor y 1860 Múnich, que acumula así amplia experiencia en las primeras divisiones de Portugal, Turquía y Alemania.
En verano de 2017, volvería a firmar por el Rayo Vallecano, esta vez en propiedad. Desde su aterrizaje en Vallecas jugaría 46 encuentros (42 como titular), con el cuadro franjirrojo, divididos en 26 en Primera División (en donde marcó su único gol como rayista, en campo del R. C. D. Espanyol) y 18 en Segunda División, además de 2 en Copa del Rey. A esos 46 partidos hay que añadir los 20 que disputó con el Rayo durante la cesión de la campaña 2014-2015.
El 11 de marzo de 2020 se convirtió en nuevo jugador del R. C. Deportivo de La Coruña, cedido hasta final de temporada por el Rayo Vallecano para cubrir la baja por lesión de larga duración de Michele Somma. En el club coruñés disputó 3 partidos en la Segunda División, no pudiendo evitar su descenso a la Segunda División B.
El 5 de octubre de 2020 firmó por el F. C. Dinamo Bucarest de la Liga I de Rumanía. La experiencia en Rumania duró unos meses, regresando en enero de 2021 a Portugal tras firmar por año y medio con el Moreirense F. C. En Moreira de Cónegos estuvo hasta finales de agosto, momento en el que se marchó al F. C. Arouca.
Después de un año en Arouca, en julio de 2022 se unió al Sabah F. K. azerí. Allí también estuvo una temporada antes de volver nuevamente a Portugal de la mano del C. D. Tondela.

## Clubes
| Club                         | País           | Año       | Partidos (goles) |
| ---------------------------- | -------------- | --------- | ---------------- |
| Sporting Covilhã             | Portugal       | 2010-2011 | 28 (9)           |
| Académica de Coimbra         | Portugal       | 2011-2012 | 26 (2)           |
| F. C. Oporto                 | Portugal       | 2012-2013 | 22 (0)           |
| Vitória S. C.                | Portugal       | 2013      | 14 (1)           |
| F. C. Oporto                 | Portugal       | 2014      | 9 (0)            |
| Rayo Vallecano               | España         | 2014-2015 | 20 (0)           |
| Fenerbahçe S. K.             | Turquía        | 2015-2016 | 18 (1)           |
| Alanyaspor                   | Turquía        | 2016      | 10 (1)           |
| TSV 1860 Múnich              | Alemania       | 2017      | 19 (3)           |
| Rayo Vallecano               | España         | 2017-2020 | 46 (1)           |
| R. C. Deportivo de La Coruña | España         | 2020      | 3 (0)            |
| F. C. Dinamo Bucarest        | Rumania        | 2020-2021 | 3 (0)            |
| Moreirense F. C.             | Portugal       | 2021      | 13 (0)           |
| F. C. Arouca                 | Portugal       | 2021-2022 | 20 (0)           |
| Sabah F. K.                  | Azerbaiyán     | 2022-2023 | 23 (2)           |
| C. D. Tondela                | Portugal       | 2023-2024 | 29 (3)           |
| Al-Faisaly F. C.             | Arabia Saudita | 2024-     |                  |

## Palmarés

### Títulos nacionales
| Título           | Club                 | País     | Año     |
| ---------------- | -------------------- | -------- | ------- |
| Copa de Portugal | Académica de Coimbra | Portugal | 2011-12 |
| Primeira Liga    | F. C. Porto          | Portugal | 2012-13 |